# Římov (ort i Tjeckien, Vysočina)
Římov är en ort i Tjeckien. Den ligger i regionen Vysočina, i den centrala delen av landet, 140 km sydost om huvudstaden Prag. Římov ligger 508 meter över havet och antalet invånare är 384.
Terrängen runt Římov är huvudsakligen platt, men norrut är den kuperad. Runt Římov är det ganska glesbefolkat, med 50 invånare per kvadratkilometer. Närmaste större samhälle är Třebíč, 10,3 km nordost om Římov. Trakten runt Římov består till största delen av jordbruksmark.